# Autocar Company
Autocar Company es un fabricante estadounidense de camiones especializados, pesados y profesionales, con sede en Birmingham en el estado estadounidense de Alabama.
La empresa fue fundada en 1897 en Pittsburgh en el estado de Pensilvania y fabricaría camiones hasta 1899, actualmente, es el fabricante sobreviviente más antiguo del hemisferio occidental. La empresa produjo coches hasta 1911 para seguido enfocarse en los vehículos comerciales y camiones pesados, en 1953 fue adquirida por White Motor Company, otro fabricante de camiones independiente y misma que fue adquirida por Volvo Trucks en 1981, la empresa revivió como fabricante independiente desde el 2001 bajo GVW Group, actualmente se enfoca en la producción de camiones pesados y profesionales en diversos segmentos.

## Historia

### Antecedentes
Louis Semple Clarke (1867–1957) fue un mecánico e ingeniero estadounidense, es conocido por haber inventado la bujía con aislamiento de porcelana, sistema de eje de transmisión mejorado, el primer diseño de un sistema de circulación de aceite útil, y el colocar el asiento y volante del lado izquierdo, mismo que se convirtió casi en un estándar en la industria automotriz mundial.
Aparte de su vida como ingeniero, también tenía la pasión de la fotografía, siendo también un fotógrafo y formando parte del Club de Pesca y Caza de South Fork en Johnstown, Pensilvania que era dueña de la presa de South Fork, misma que terminó rompiéndose y provocando una inundación que provocó la muerte de 2,209 personas en la conocida inundación de Johnstown. En 1897, Clarke diseño uno de los primeros vehículos de la marca, el «Autocar No. 1», un triciclo motorizado de motor monocilíndrico, mismo que actualmente reside en el Instituto Smithsoniano.

### Comienzos y primeros años como marca independiente (1897-1953)

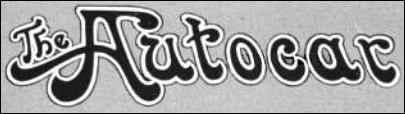
Logotipo de Autocar en 1912

Fue fundada en octubre de 1897 como la Pittsburgh Motor Vehicle Company, aunque posteriormente fue renombrada como The Autocar Company al moverse de Pittsburgh a Ardmore, cercas de Filadelfia, uno de los primeros vehículos de la compañía se llamaba «Pittsburgher» debido a la locación de la empresa original en Pittsburgh. En 1899, la empresa produjo los primeros camiones a motor de combustión en América del Norte, no sería hasta 1900 cuando producirían su primer vehículo de producción, un runabout monocilíndrico con cadena de transmisión, siendo un total de 27 construidos. En 1901, Autocar produjo el primer vehículo con eje de transmisión en Estados Unidos, mismo qué reside en el Smithsoniano actualmente.
En 1904, un modelo estilo tonneau de Autocar costaba alrededor de $1,700, además de contar con una transmisión manual de tres velocidades, un monocilíndrico que generaba alrededor de 11 CV (8,2 kW), algo poco usual en motores de este tipo en la época, y carrocería de madera y acero, lo que hacía el peso de alrededor de 760 kg. El precio de los vehículos rondaba entre los 1,000 a 2,500 dólares de la época, esto hizo que los vehículos fueran principalmente coches de lujo y producción limitada, siendo modelos como el Type X, Type XI, Type XII, Type XV, Type XVI, y Type XVII, siendo producidos entre 1905 y 1911 con producciones estimadas entre 1000 a 500 unidades, en especial debido a una reunión con el gerente Harry A. Gillis, que dio a luz los vehículos construidos.

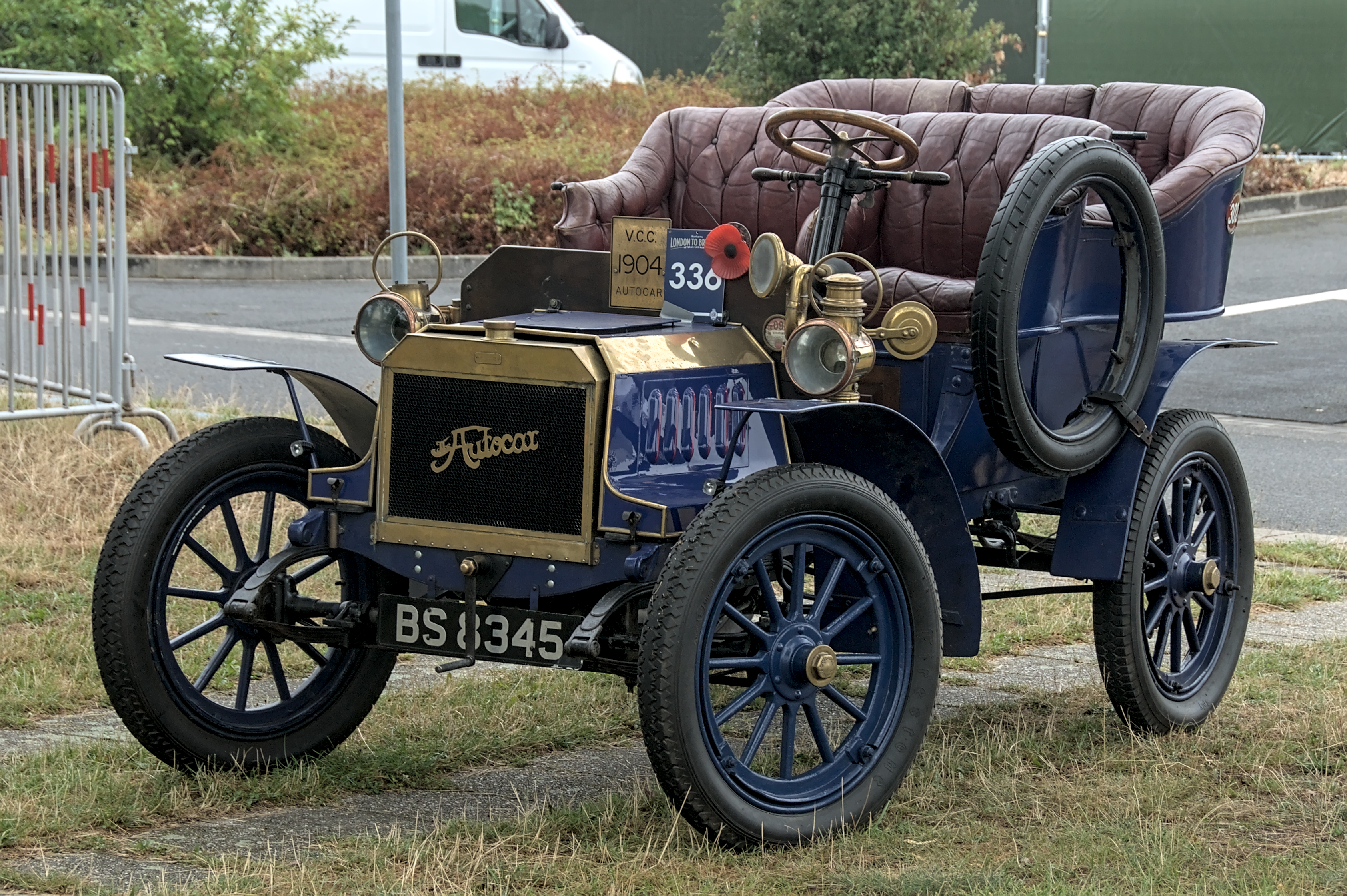
Autocar 12HP de 1904

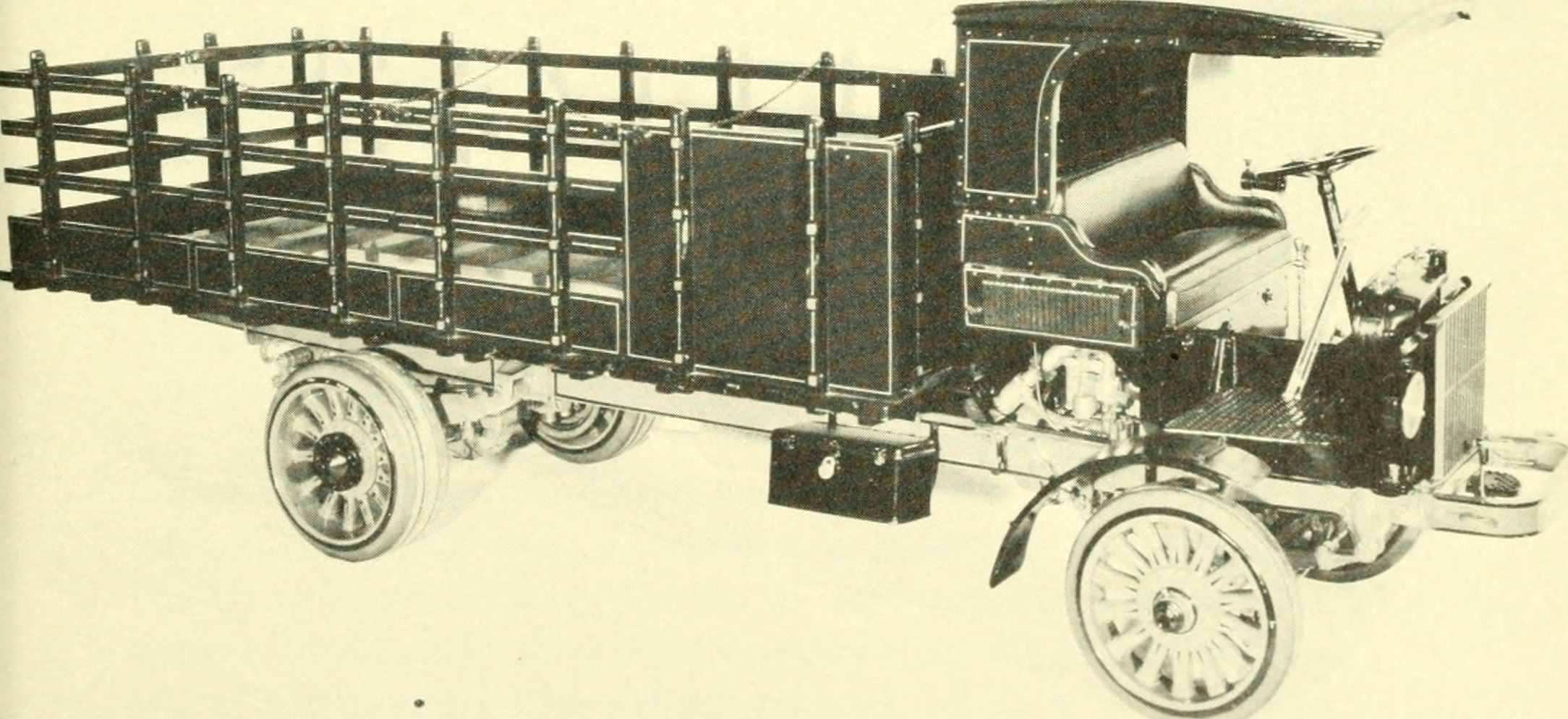
Camión Autocar de inicios de la década de 1910, Instituto Smithsoniano c.1957

Autocar 12HP Tonneau de 1904

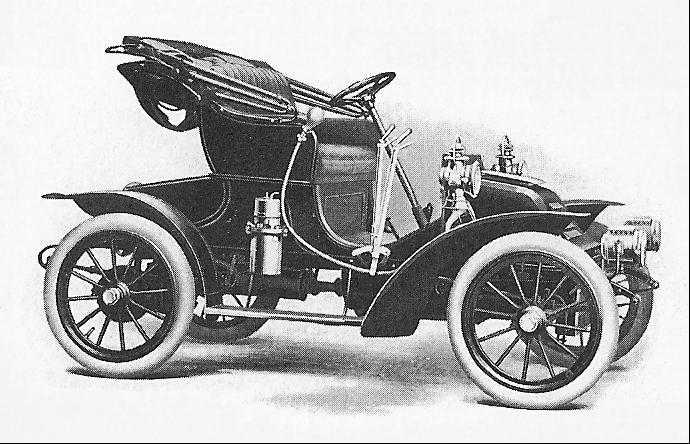
Autocar XV de 1908

A partir de 1907, la producción de vehículos comerciales y camiones aumento significativamente en reemplazo de los automóviles, que serían desplazados y finalmente terminando su producción en 1911. Después del fin de la producción de vehículos por parte de Autocar, está se enfocaría directamente en los camiones, siendo el Type XVII el primero en iniciar esto, con una distancia entre ejes de 97 pulgadas, capacidad de media tonelada, y motor de dos cilindros bajo el asiento, en los años siguientes llegarían las motorizaciones de 4 y 6 cilindros en línea así como el aumento de la distancia entre ejes.
Durante la Primera Guerra Mundial, chasis modificados de Autocar fueron la base del Autocar blindado canadiense, usado en el Frente Occidental.

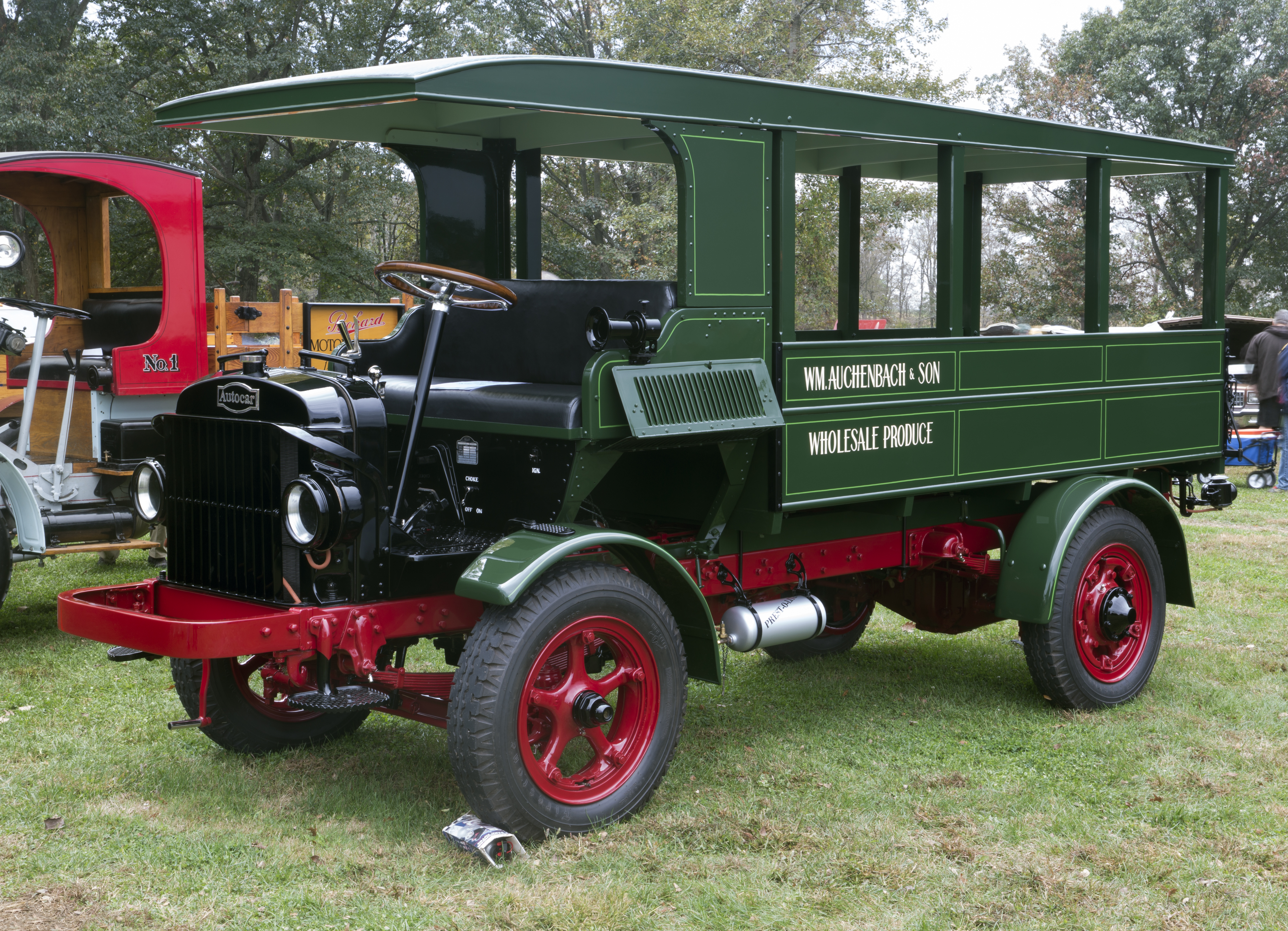
Camión de reparto Autocar con motor debajo del asiento de la década de 1920

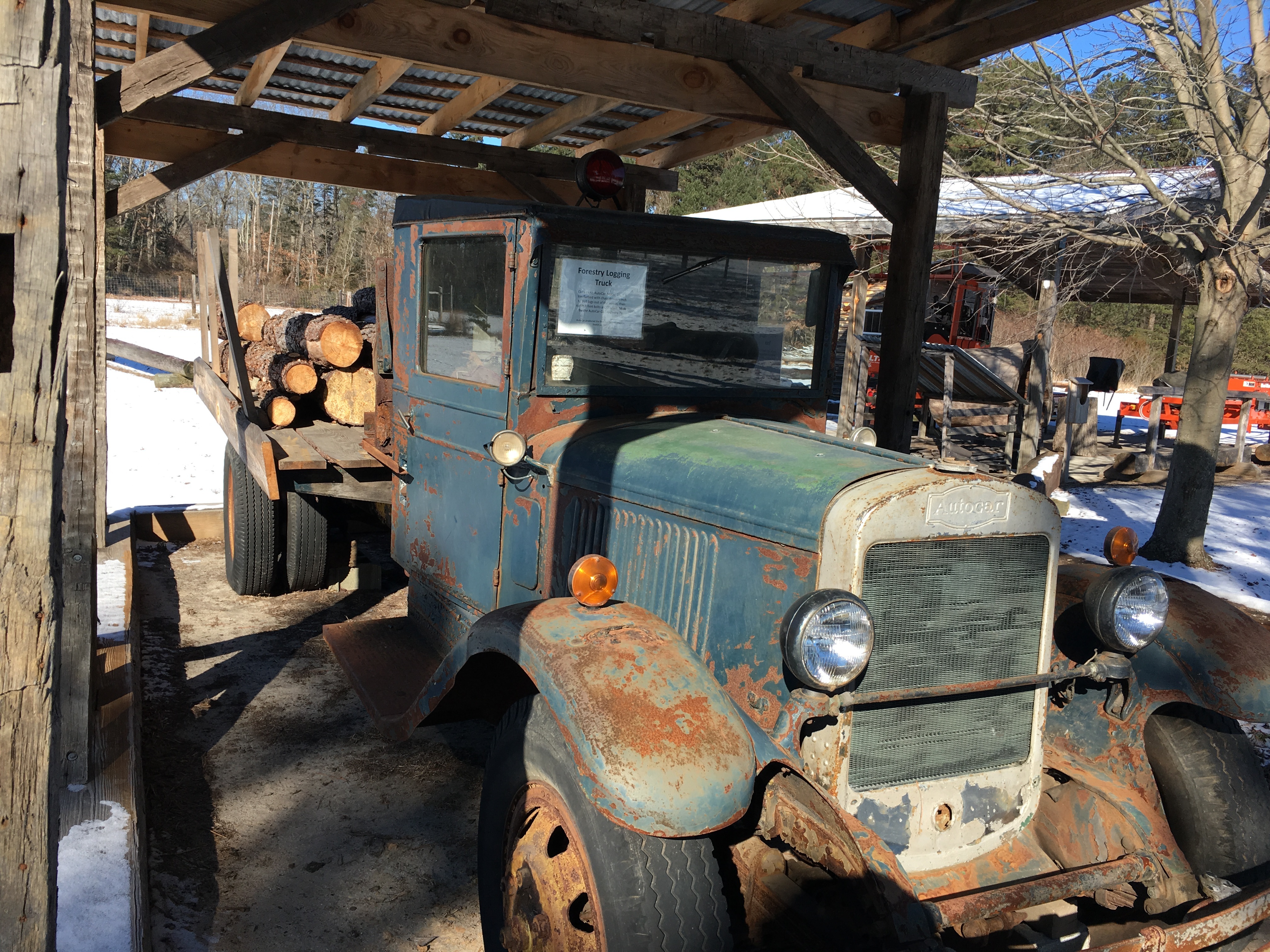
Camión maderero Autocar Modelo DA, c.1930

En 1929, Autocar vendería alrededor de 3,300 camiones y mismo que disminuyó los años siguientes a solo 1,000 unidades, debido principalmente a los estragos de la Gran Depresión, a pesar de haber afectado bastante al mercado de camiones, Autocar lograría salir de la crisis. Tras la depresión, llegarían los camiones más grandes con motores a gasolina «Blue Streak» y motores de gasolina diésel de origen Cummins. 

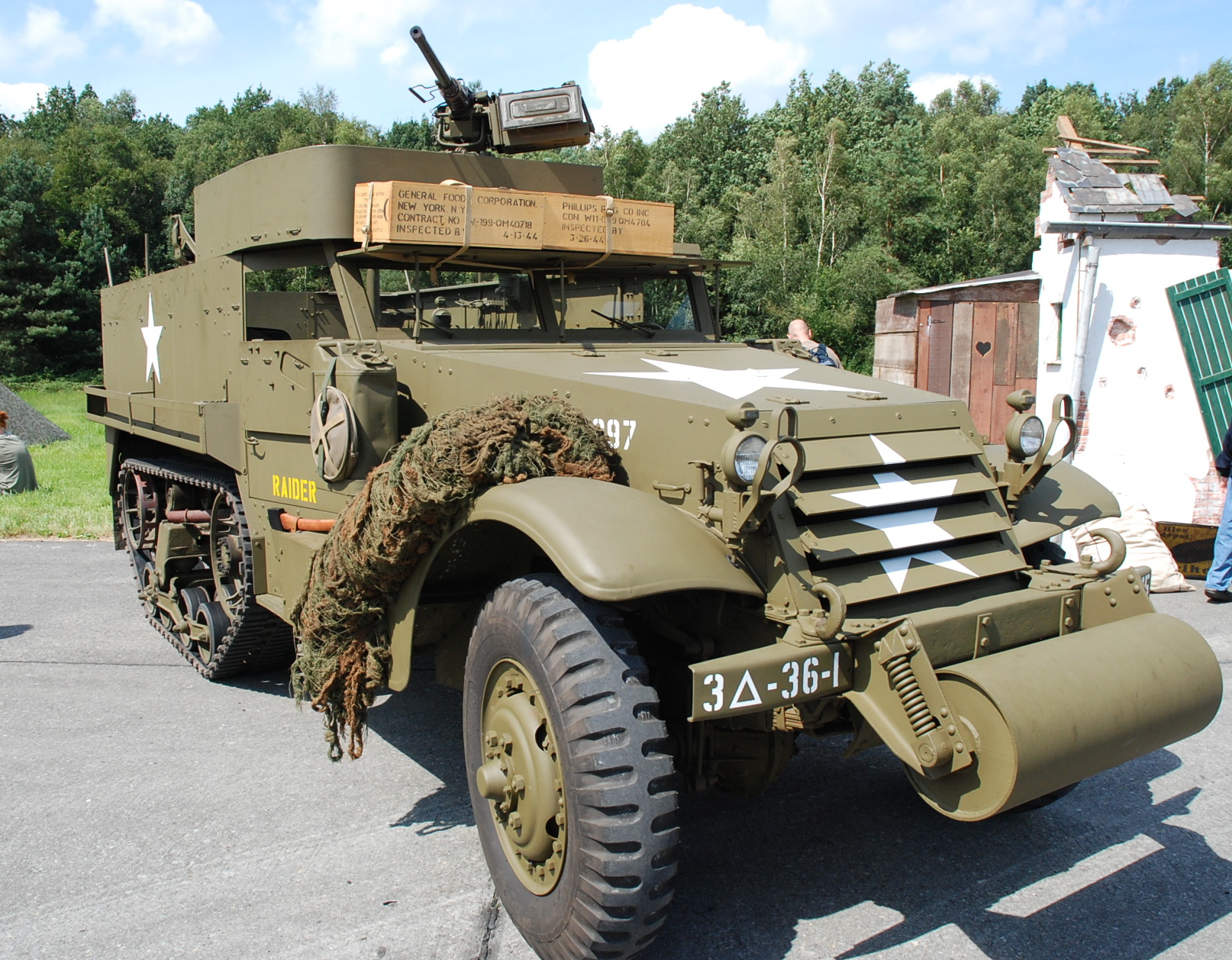
Autocar produjo varios vehículos de transporte y combate durante la guerra, siendo los modelos como el semioruga M2, semioruga M3 (el de la foto), y al semioruga M5

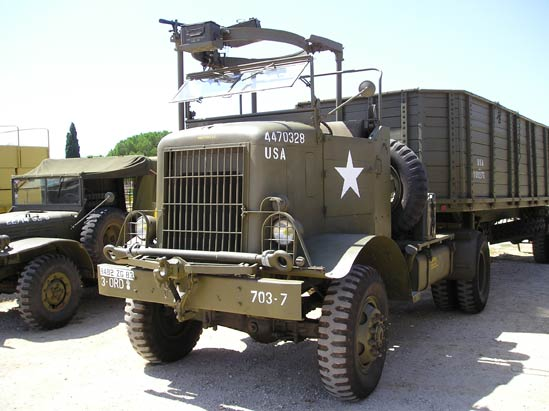
Camión de carga Autocar U-7144-T, con torreta giratoria añadida

Durante la Segunda Guerra Mundial, la Autocar apoyo al esfuerzo de guerra aliado alrededor de 50,000 unidades, siendo principalmente modelos semioruga, esto la convertiría en la 85.º corporación contratista más importante de los Estados Unidos, la producción anterior a la guerra, la empresa produjo alrededor de 70,000 unidades. En el último año de la guerra, la producción civil se reanudó en 1944 con un significativo aumento en las ventas, además de un aumento de hasta 100 agencias nuevas después de la guerra.

### Cómo subsidiaria (1953–2001)
En 1953, Autocar sería comprada por la White Motor Company convirtiéndose en la marca insignia dentro de White, la antigua planta de Ardmore sería reemplazada por una nueva planta en Exton en 1954, el modelo AP de la marca sería el vehículo insignia de la empresa, un AP19 de 1964, con un peso de alrededor 900,000 lb, un eje delantero de 30,000 lb, y dos ejes traseros para soportar hasta 200,000 lb, además de haber contado con un motor Cummins V12 que generaba 525 CV, que posteriormente sería reemplazado por un 6 cilindros en línea modelo KT de Cummins y alrededor de 750 CV, fue expuesto en 2017 en el Museo de la Época de Oro de los Camiones en Connecticut.
La mayoría de camiones usaron la propia cabina diseñada por la Autocar en la década de 1950, siendo en 1977 un cambio a una cabina clase Xpeditor para el modelo Construcktor 2, diseñada por su empresa gemela White, la planta de Exton finalizaría su producción en 1980, para luego ser trasladada a la ciudad de Ogden en el estado de Utah.

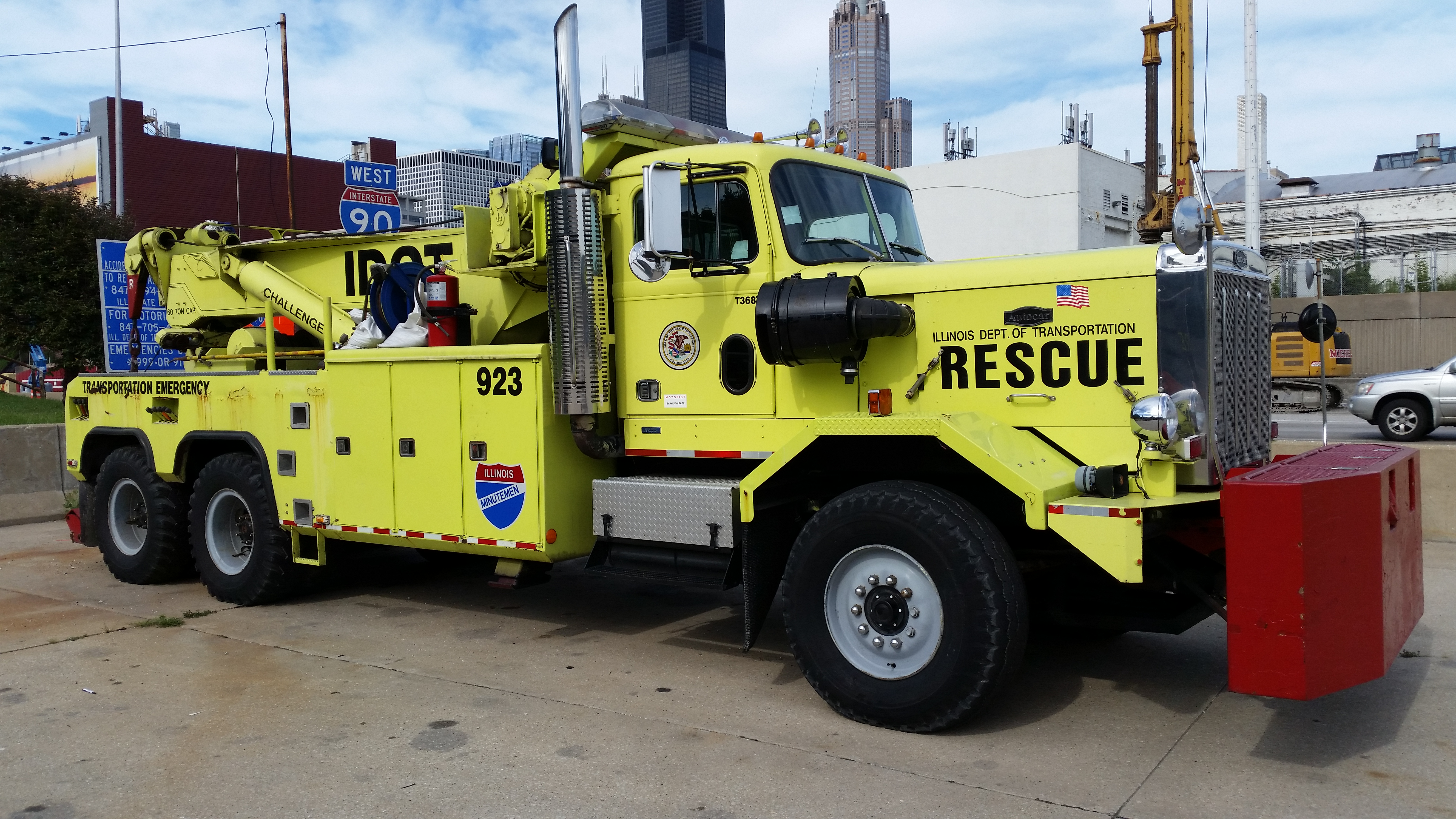
Grúa Autocar DK-64 de 1987 de 60 toneladas

Después de haber trasladado la producción a Utah, la White Motor Company sería adquirida en su totalidad por Volvo Trucks debido a una crisis que arrastraba la empresa desde hace años, esto hizo que la empresa pasará a llamarse simplemente Volvo-White LLC. Después de la adquisición, Volvo continuaría produciendo ambas firmas (Autocar y White), siendo Autocar la marca enfocada en vehículos pesados y servicio pesado, la línea de servicio pesado Autocar DK se lanzó en 1983 como reemplazó de la línea DC, que era muy demandada en el mercado de volquetes pesados, hormigoneras, recolección de basura, aplicaciones en yacimientos petrolíferos, entre muchos usos más. En 1983 sería lanzado el Autocar AT64F, uno de los pocos camiones de larga distancia producidos por la marca y comercializados como «The Legend», mientras que el último Autocar tradicional con una "cabina de conductor personalizada" se fabricaría en Ogden el 18 de diciembre de 1987.

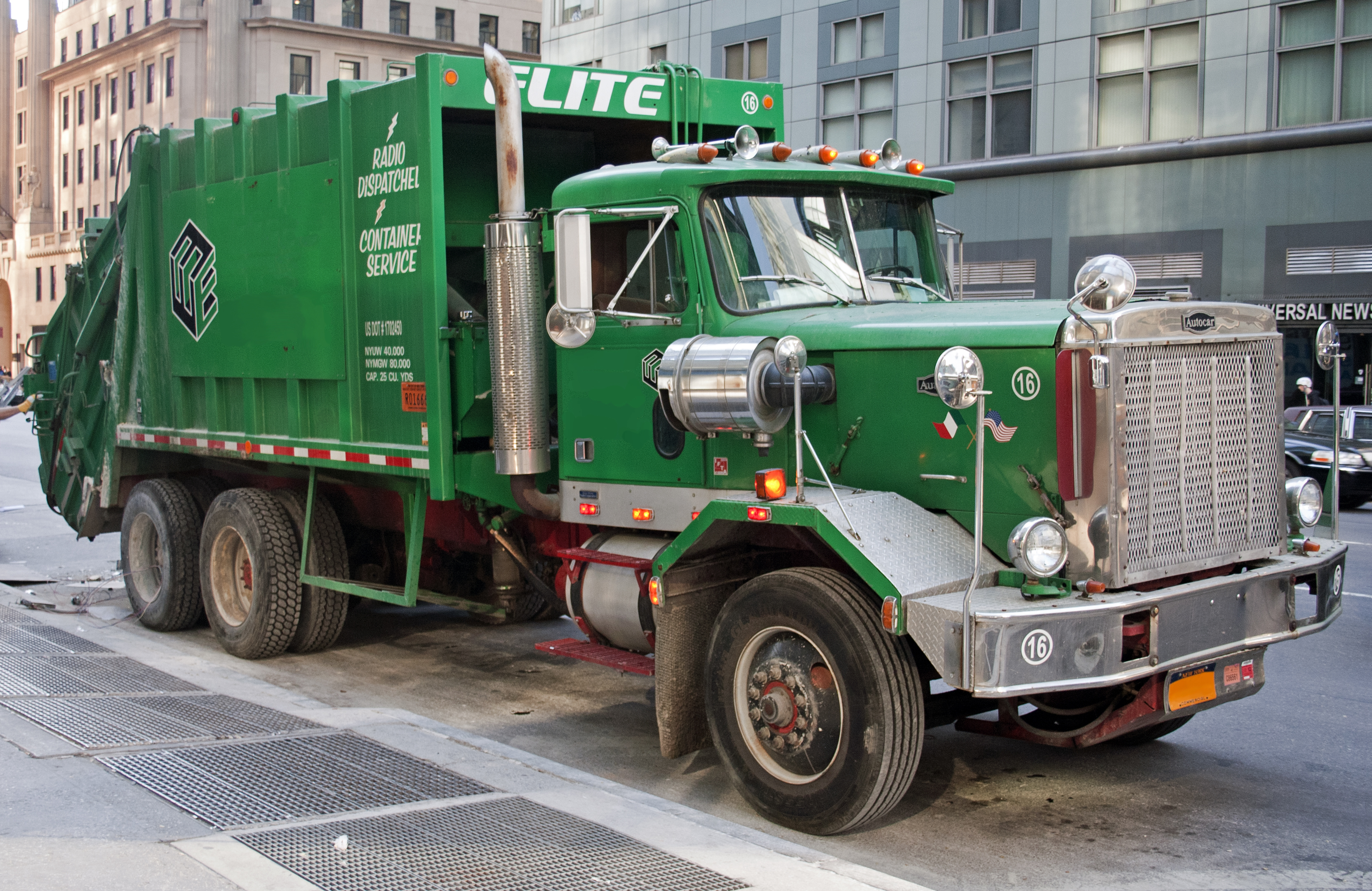
Camión de basura Autocar de 1987 en Nueva York

En 1988, la serie DK sería reemplazada por los modelos Autocar ACL y ACM, que usaban la cabina tipo Xpeditor. A partir de estos años, los camiones de la serie AC eran resistentes y confiables, incorporaría una mayor cantidad de componentes de origen Volvo. En 1987, Volvo-White compró el negocio de camiones pesados de GMC, filial de General Motors así creándose la marca Volvo WhiteGMC. Más tarde, Volvo eliminó cualquier referencia a White, pero seguiría usando el emblema de la pajarita del logo de Autocar en los paneles laterales del radiador y el capó, a partir de 1996, «Autocar» se convertiría en un nombre para modelos de camiones. 
En 2001, Volvo adquirió Renault Trucks, filial de la empresa automotriz francesa Renault y dueña de Mack (otro importante fabricante de camiones), tras la fusión de operaciones de ambas empresas, la situación se volvería excesiva y muy anticompetitiva en el mercado de los camiones de basura (ya que Mack también tenía un principal mercado en estos camiones). Esto llevó a que la propiedad intelectual y marca Autocar fueran vendidas en su totalidad a Grand Vehicle Works Holdings, LLC (GVW Group), quien ahora produciría los camiones Autocar con la cabina clase Xpeditor en los modelos Autocar ACL y Autocar ACM bajo su nueva matriz.

### Bajo GVW Group (2001–presente)
En 2012, comenzaría la producción del modelo Autocar Xpert (ACMD), un camión vocacional de servicio mediano con una cabina de capacidad de 2 a 3 pasajeros y producida por la empresa china Hubei Qixing, también es ofrecida una versión de cabina especializada para camiones recolectores. El 13 de septiembre de 2017, fue inaugurada su segunda planta de producción localizada en la ciudad de Birmingham en el estado de Alabama y con alrededor de 1.2 millones de pies cuadrados, siendo su segunda planta después de la localizada en Hagerstown en Indiana.

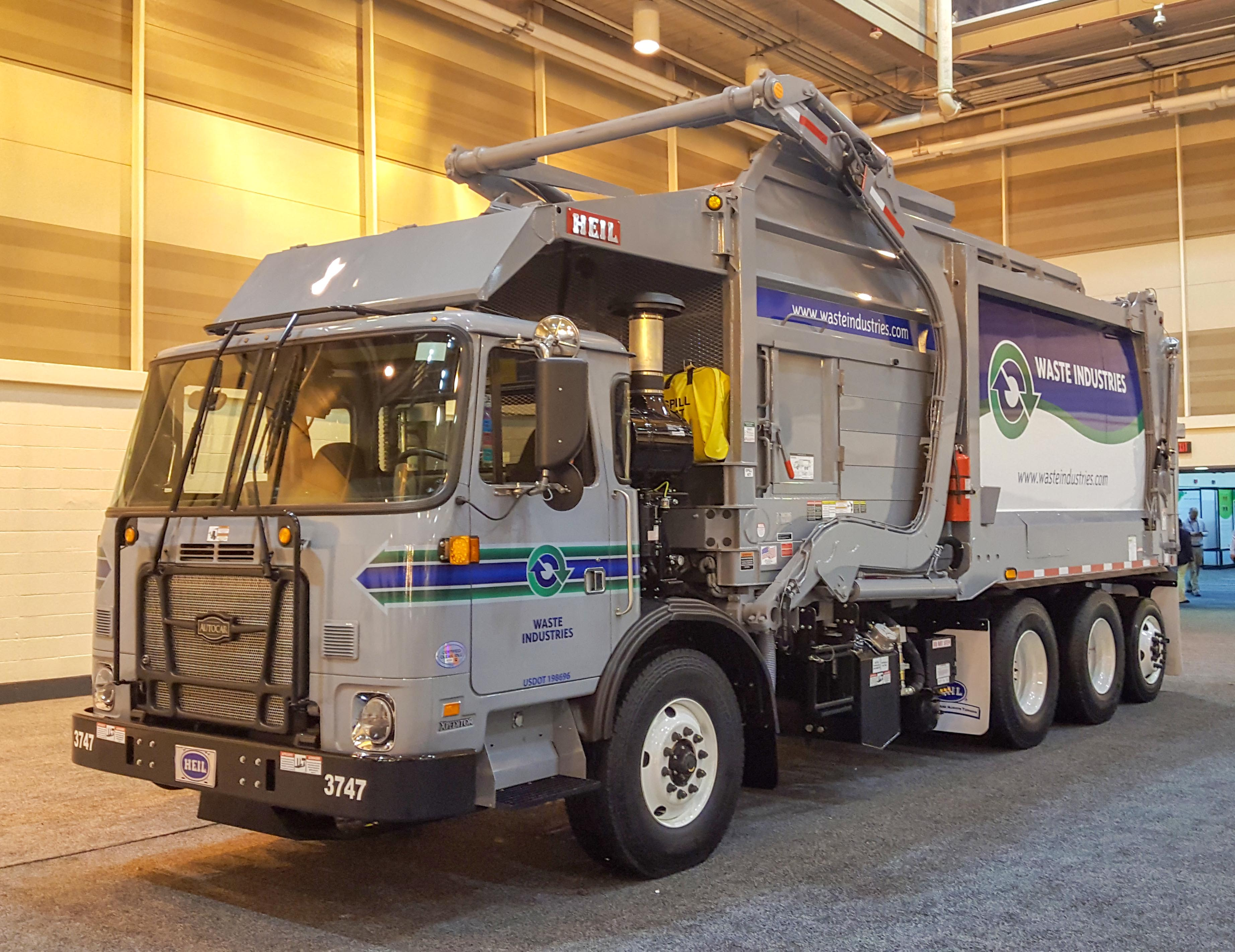
Autocar Xpeditor (ACX) del 2017

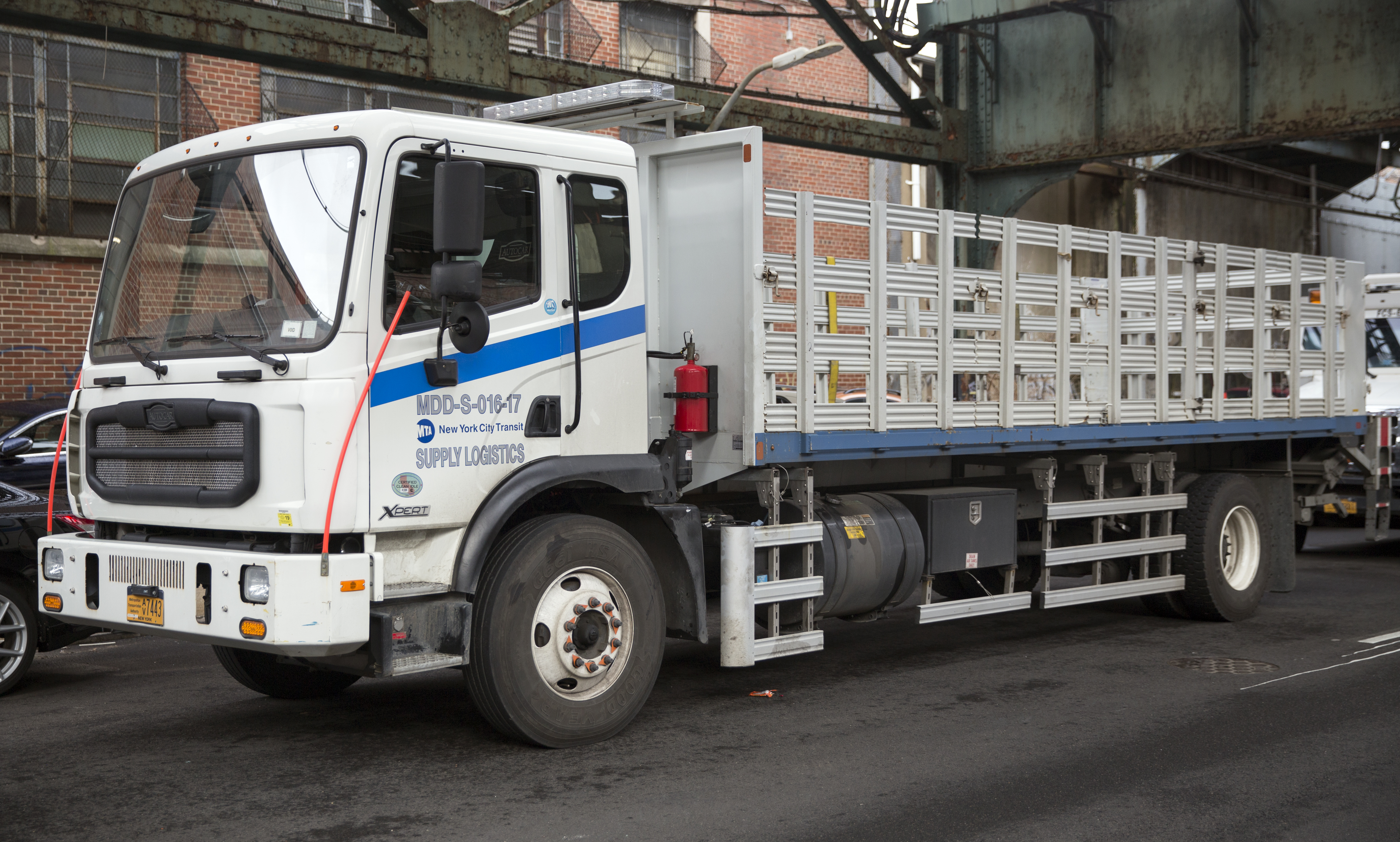
Autocar Xpert (ACMD) de la Autoridad de Tránsito de Nueva York

El 7 de mayo de 2019, fue anunciado el regreso de la serie DC de camiones, marcando el regreso de estos modelos que fueron el núcleo de la Autocar desde la década de 1950, los nuevos modelos tenían ventajas modernas y adicionales, como un bastidor de acero de alrededor 150,000 lbf/in², sistema eléctrico, y cabina adaptada para hasta tres pasajeros. La primera versión de la nueva serie DC, fue el DC-64R, usado como camión recolector, los siguientes modelos de la serie serían para autovolquetes (DC-64D), hormigoneras (DC-64M), y  bombas de hormigón (DC-64P), otras ventajas son el chasis trasero descubierto para modificaciones dependiendo el uso que se les de a los modelos adquiridos.
El 13 de mayo de 2021, fue anunciada la producción del modelo E-ACTT, un camión de terminal eléctrico enchufable, siendo la primera vez en casi 100 años desde que introducen un modelo eléctrico a su línea.

## Modelos
- Autocar ACMD (camiones de servicio mediano/pesado de 7/8 toneladas de cabina sobre motor)
- Autocar ACTT (camiones de terminal)
- Autocar E-ACTT (camión de terminal eléctrico)
- Autocar ACX (camiones de servicio pesado clase 8 con cabina sobre motor)
- Serie DC-64D, DC-84D, DC-64M, DC-64P, & DC-64R (camiones convencionales)

## Galería

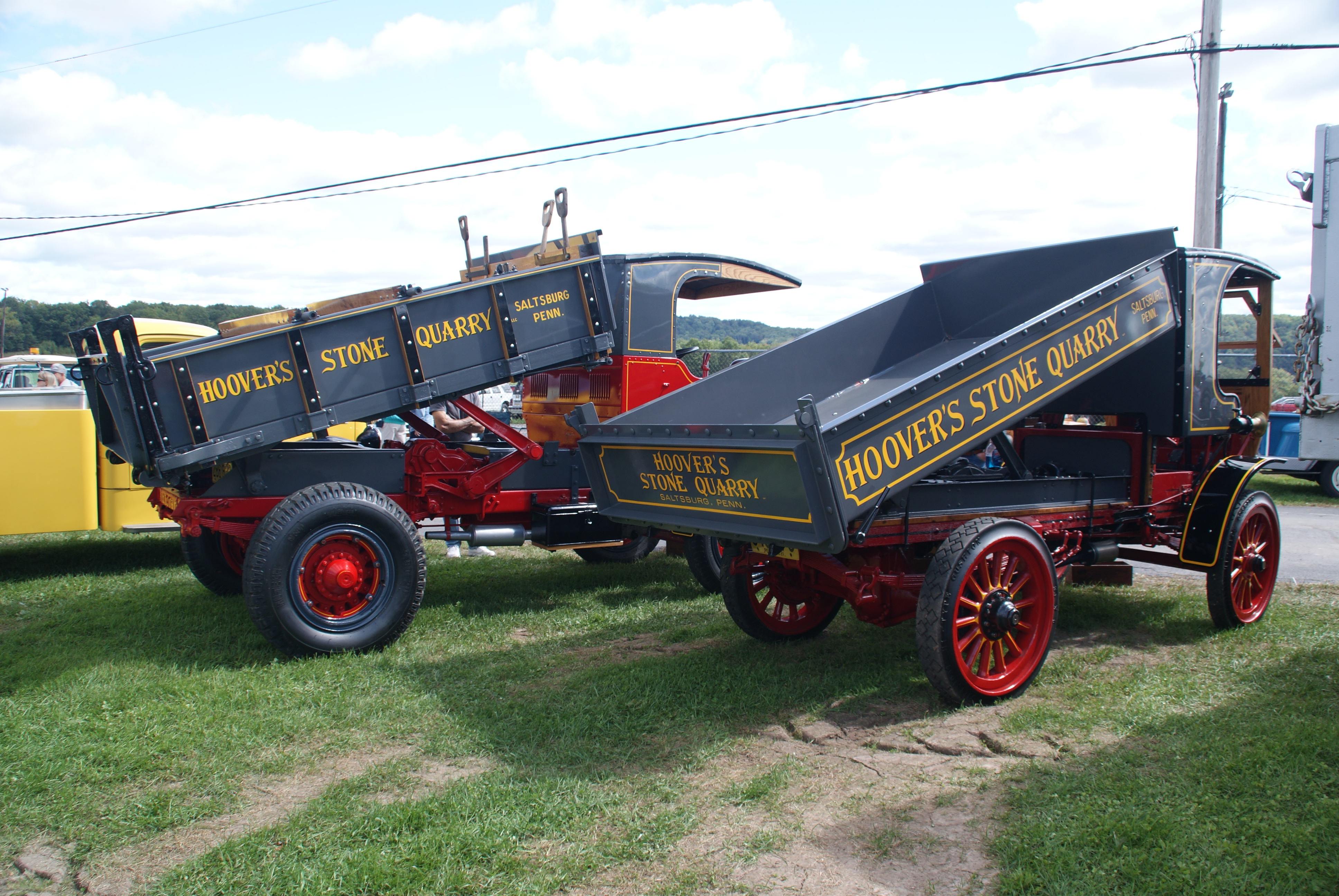
Primeras autovolquetas diseñadas por Autocar
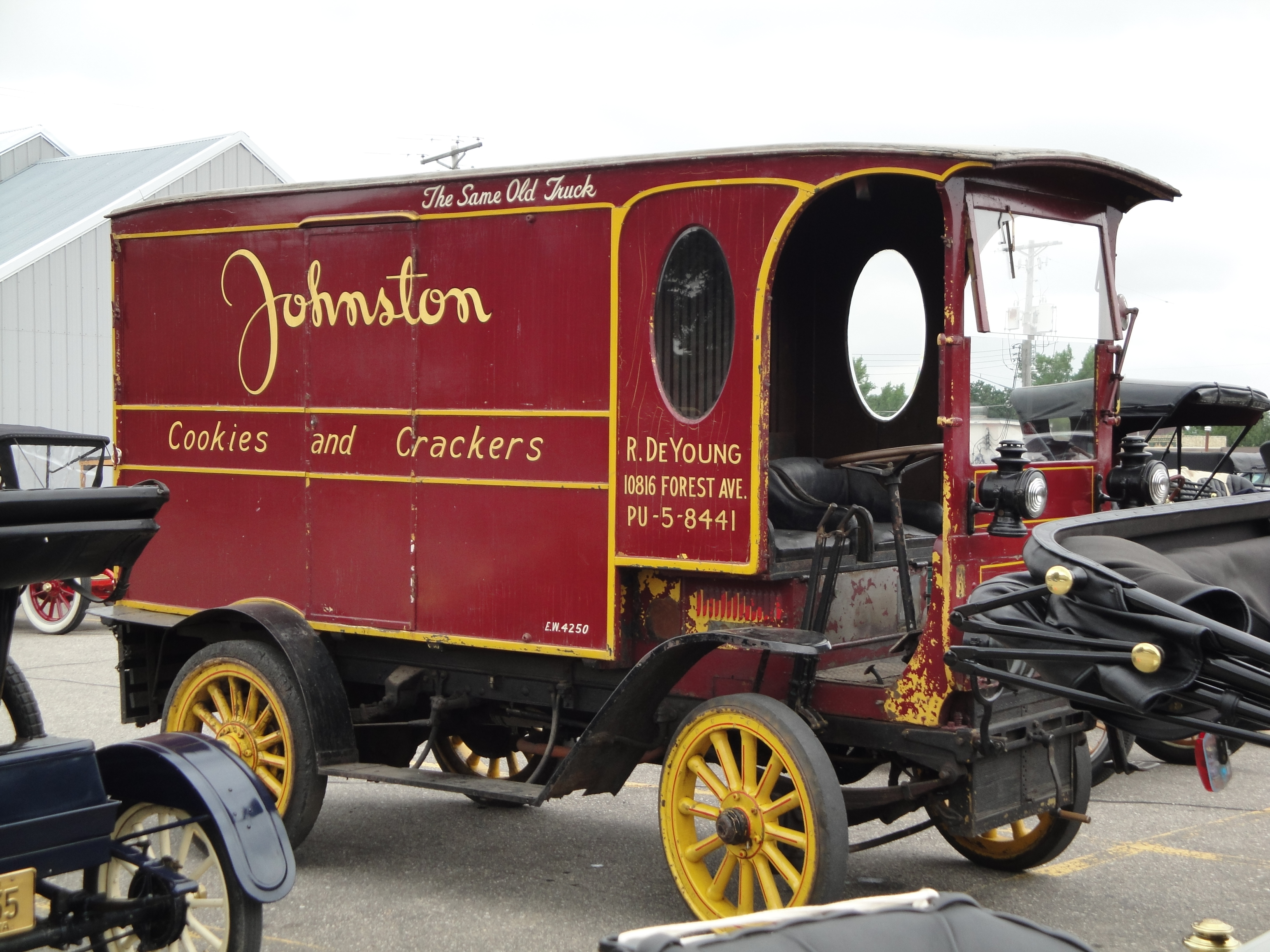
Camión de reparto Autocar de la década de 1910
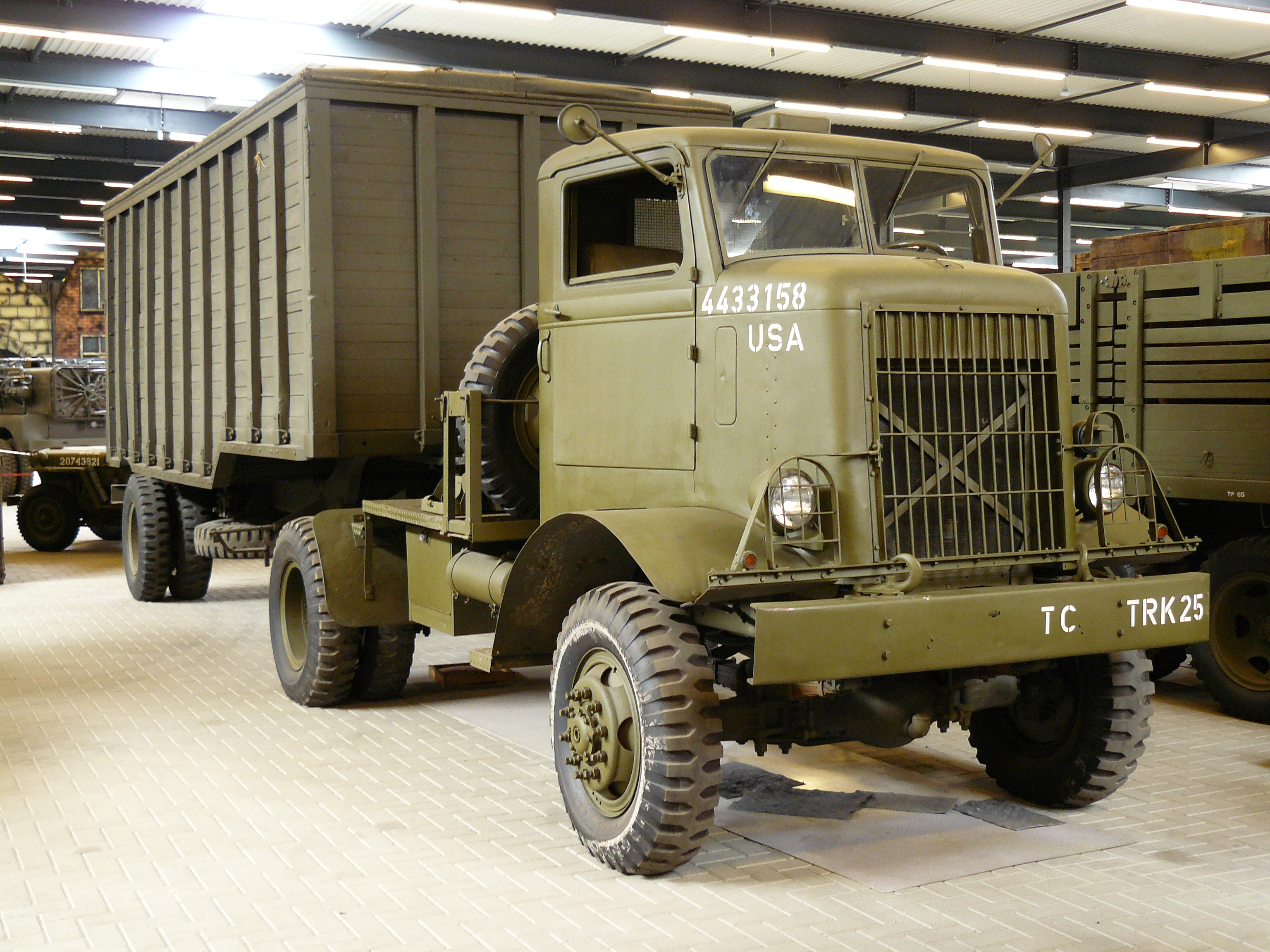
Camión de carga de distancias largas Autocar de la Segunda Guerra Mundial, exhibido en un museo
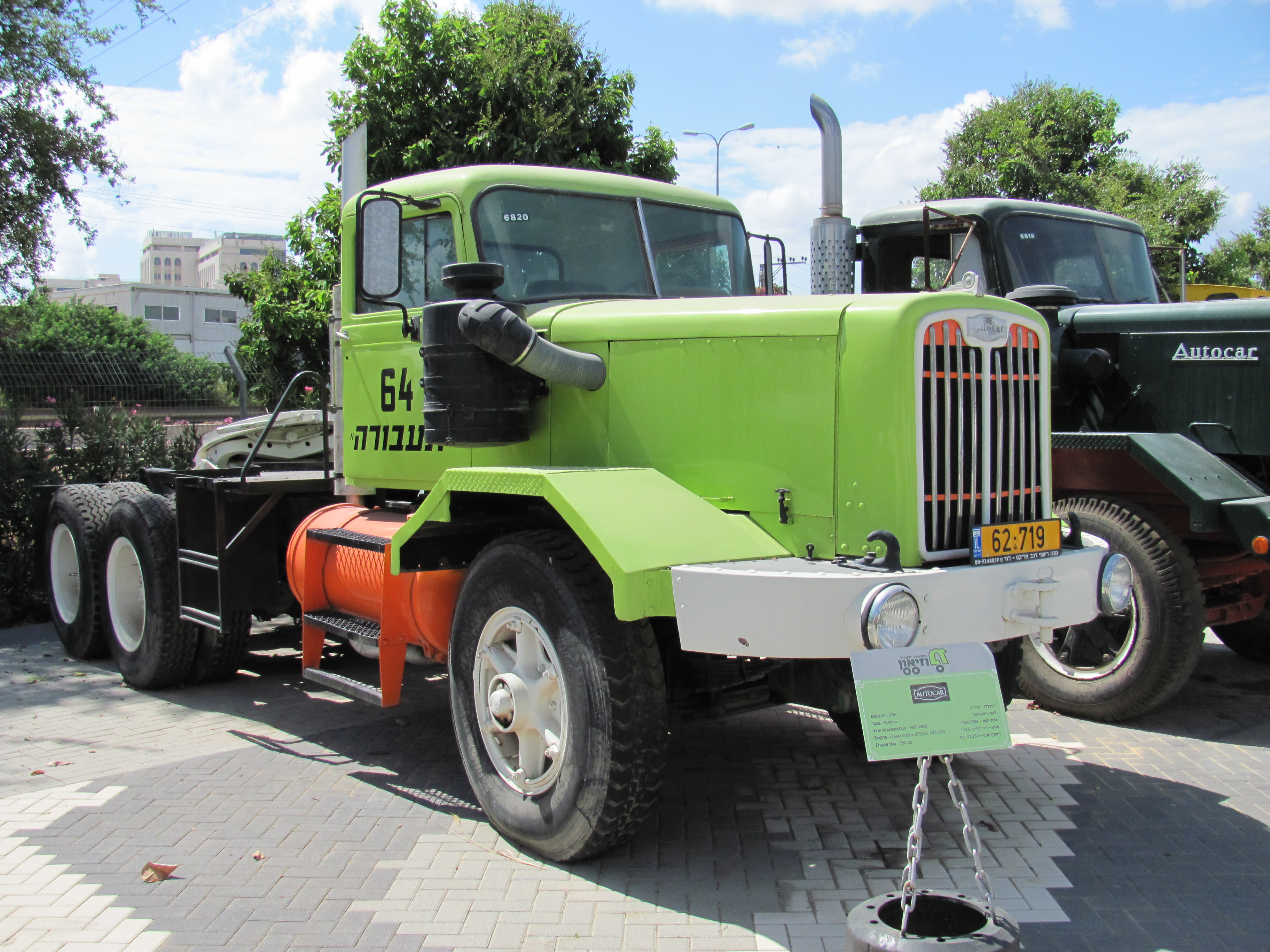
Camiones de cabina personalizada Autocar entre la década de 1950 a 1971
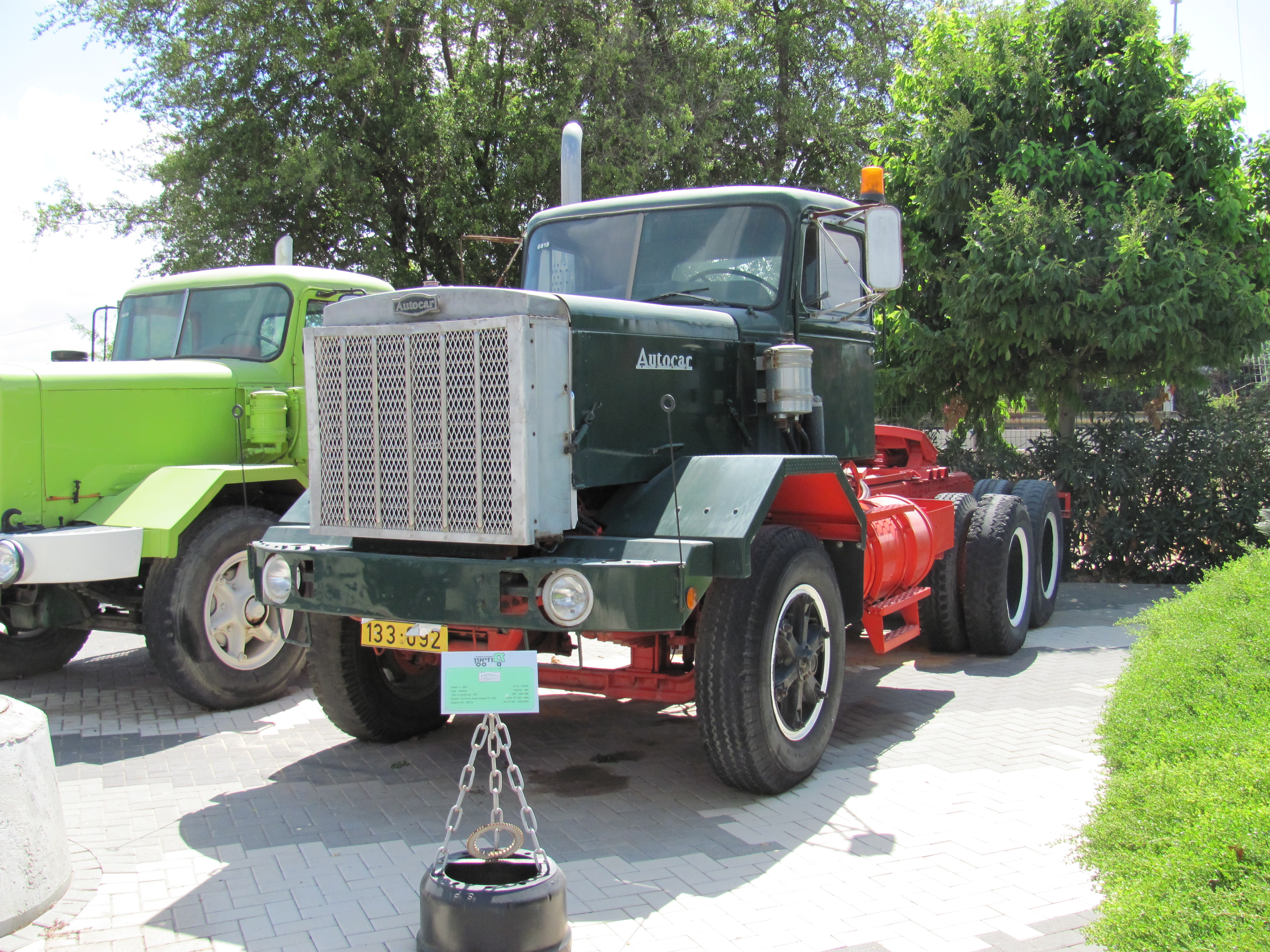
Camión Autocar de 1971
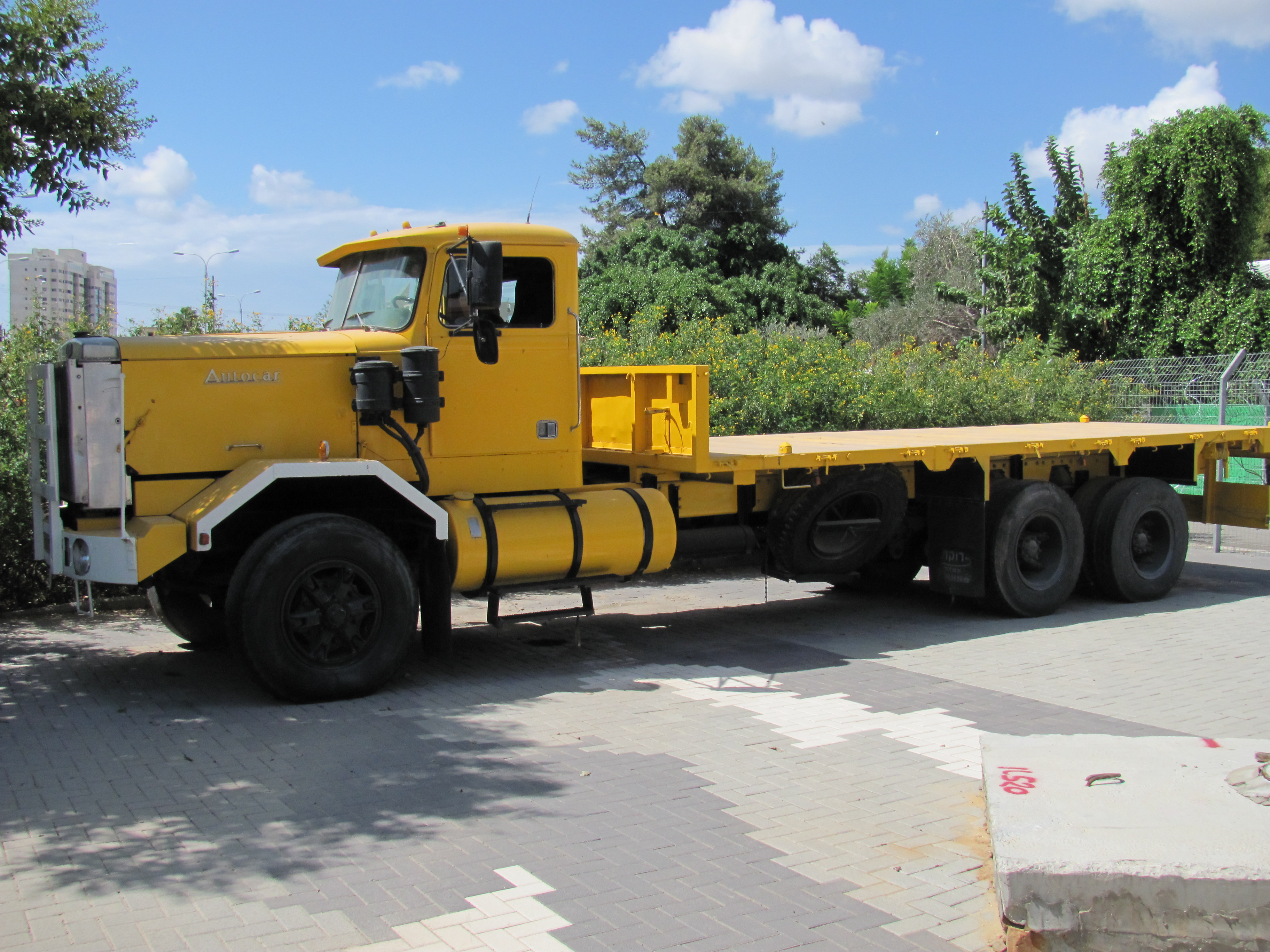
Camión de caja plana Autocar de 1971
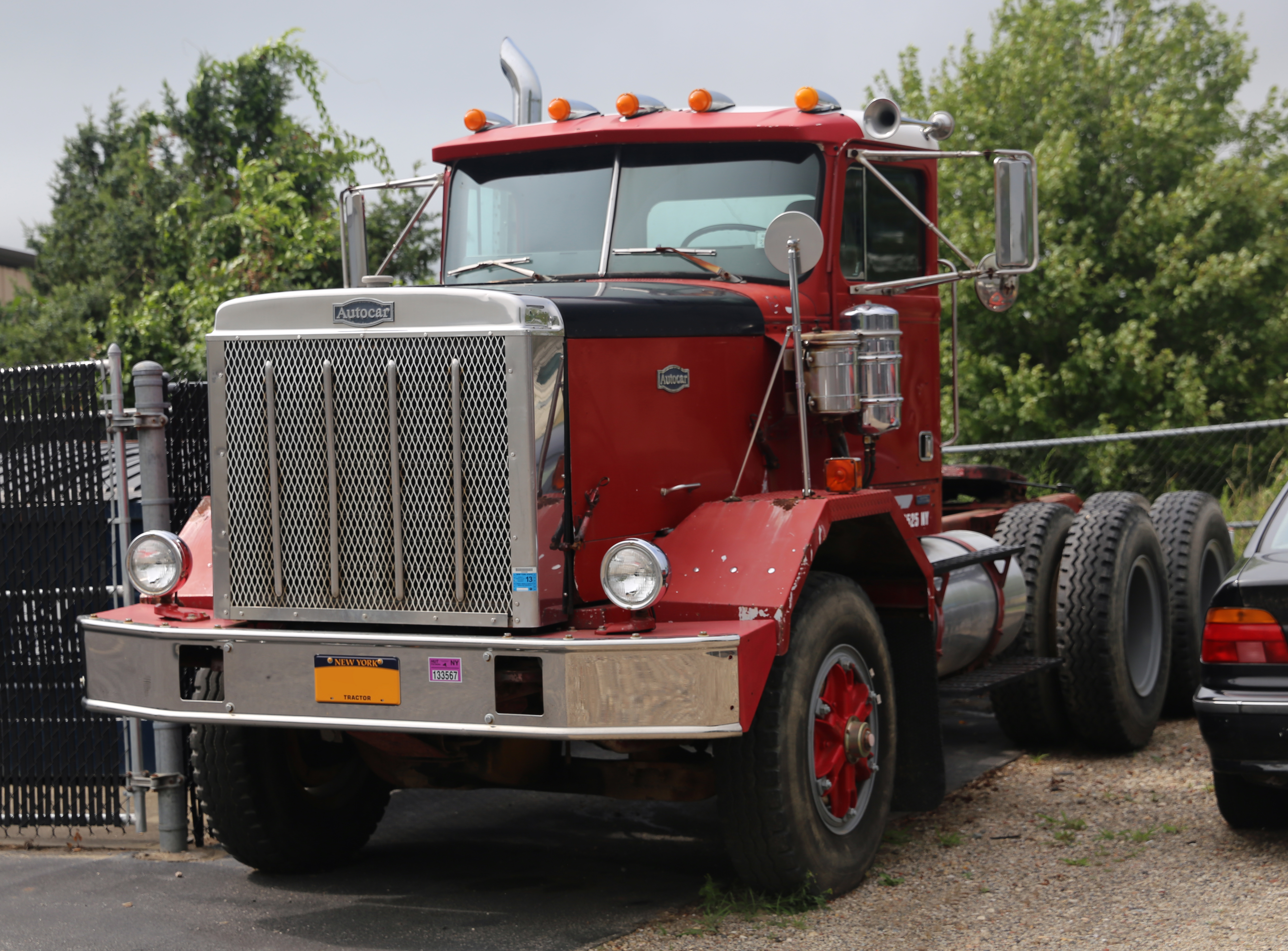
Autocar DK64 de 1987
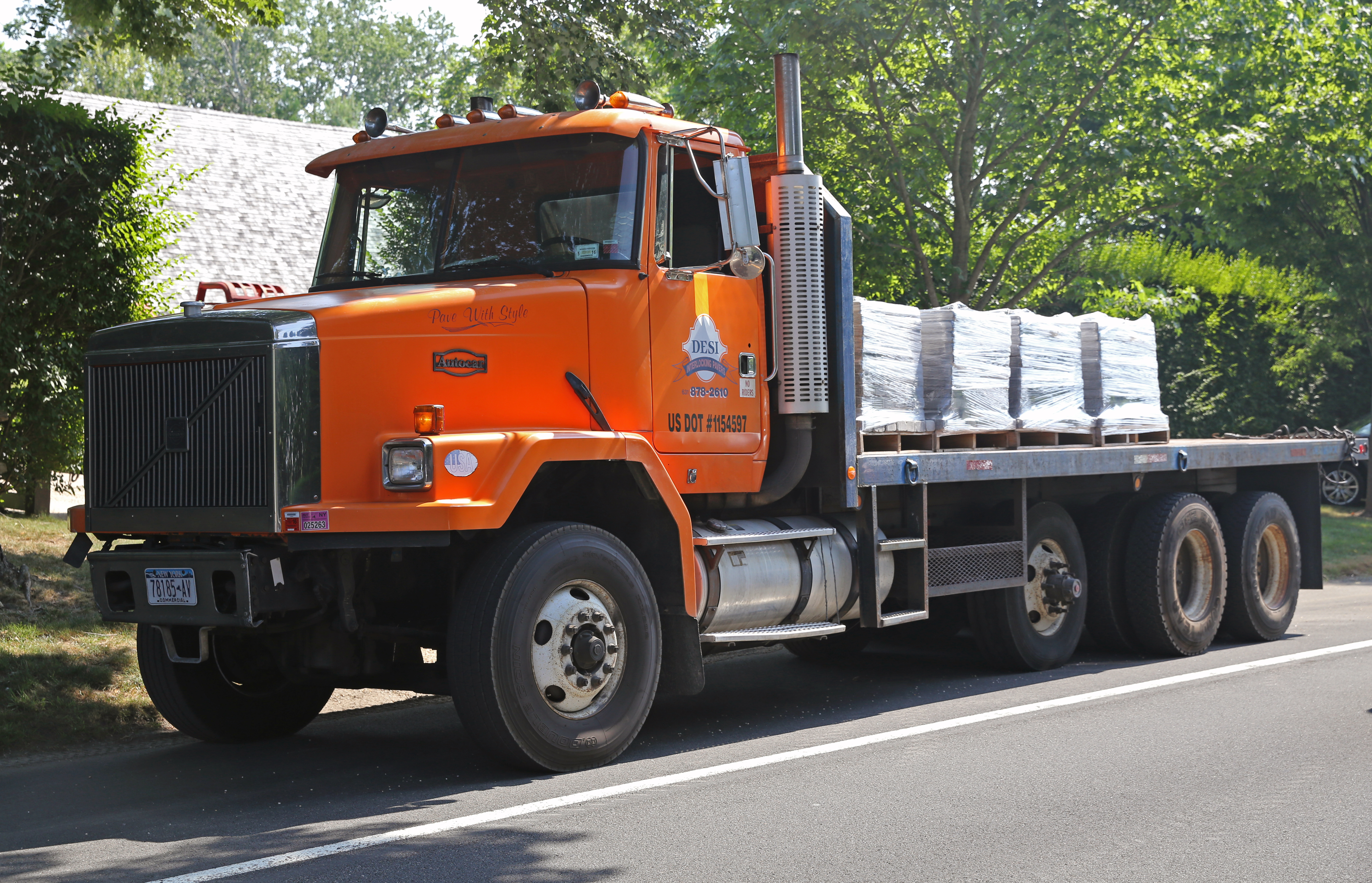
Autocar ACL de 1987